# Csunjun

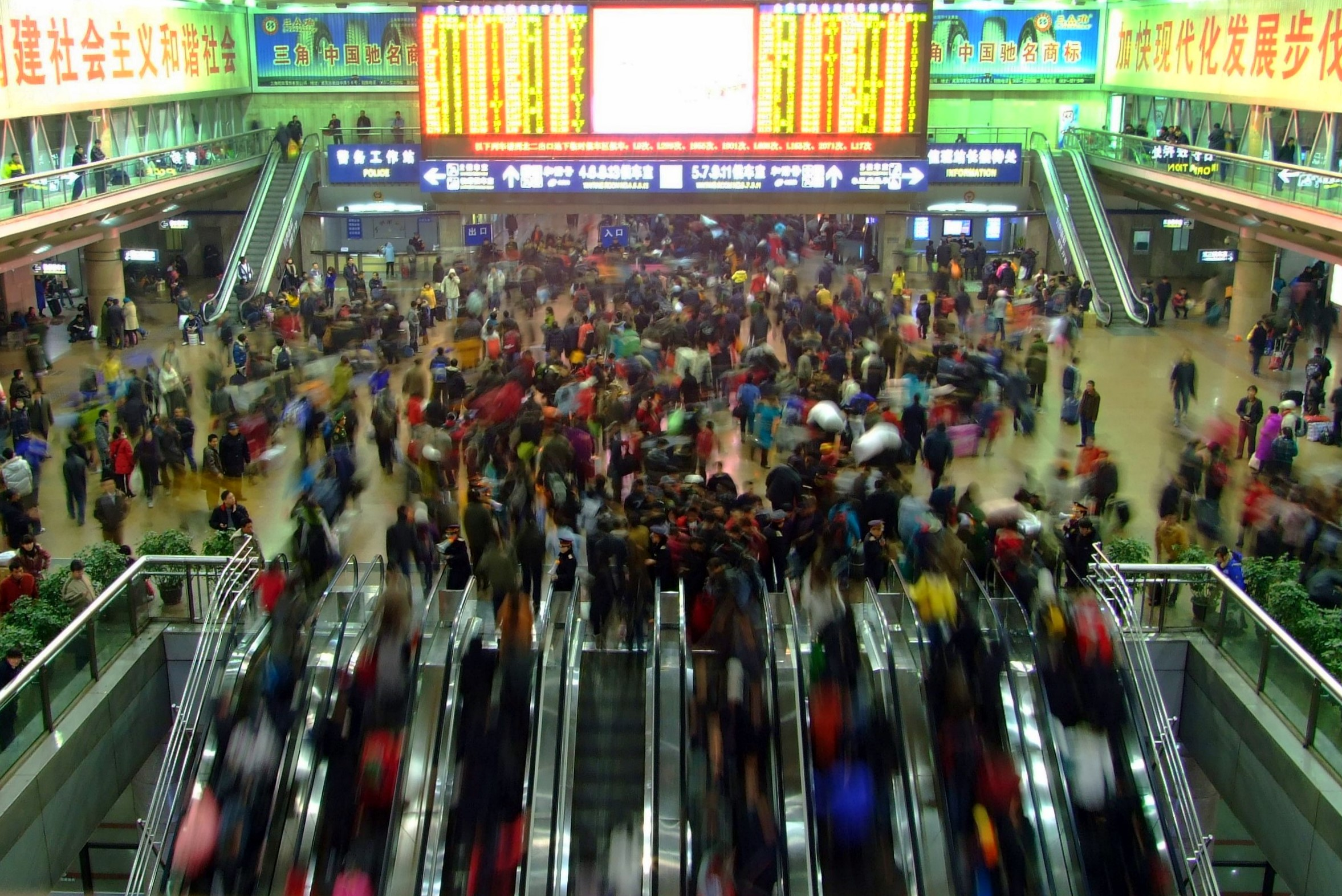
Kép a pekingi Nyugati pályaudvarból a 2009-es csunjun idejéről

A csunjun (hagyományos kínai: 春運, egyszerűsített kínai: 春运, pinjin: Chūnyùn), más néven a csunjun időszak vagy a Tavaszünnep utazási időszaka a kínai újévhez köthető időszak, amikor rengetegen kelnek útra, hogy családjukkal ünnepeljenek. Ez az időszak általában a holdújév előtt 15 nappal kezdődik és mintegy 40 napig tart. Ebben az időszakban az utazók száma meghaladja Kína összlakosságát, 2008-ban elérte a 2 milliárd főt. Ezt tartják a világ egyik legnagyobb, évente ismétlődő népvándorlásának. A jelenség elsősorban a vasúti személyszállítást állítja a legnagyobb kihívás elé, illetve számtalan szociális problémát is okozott már.

## Eredete

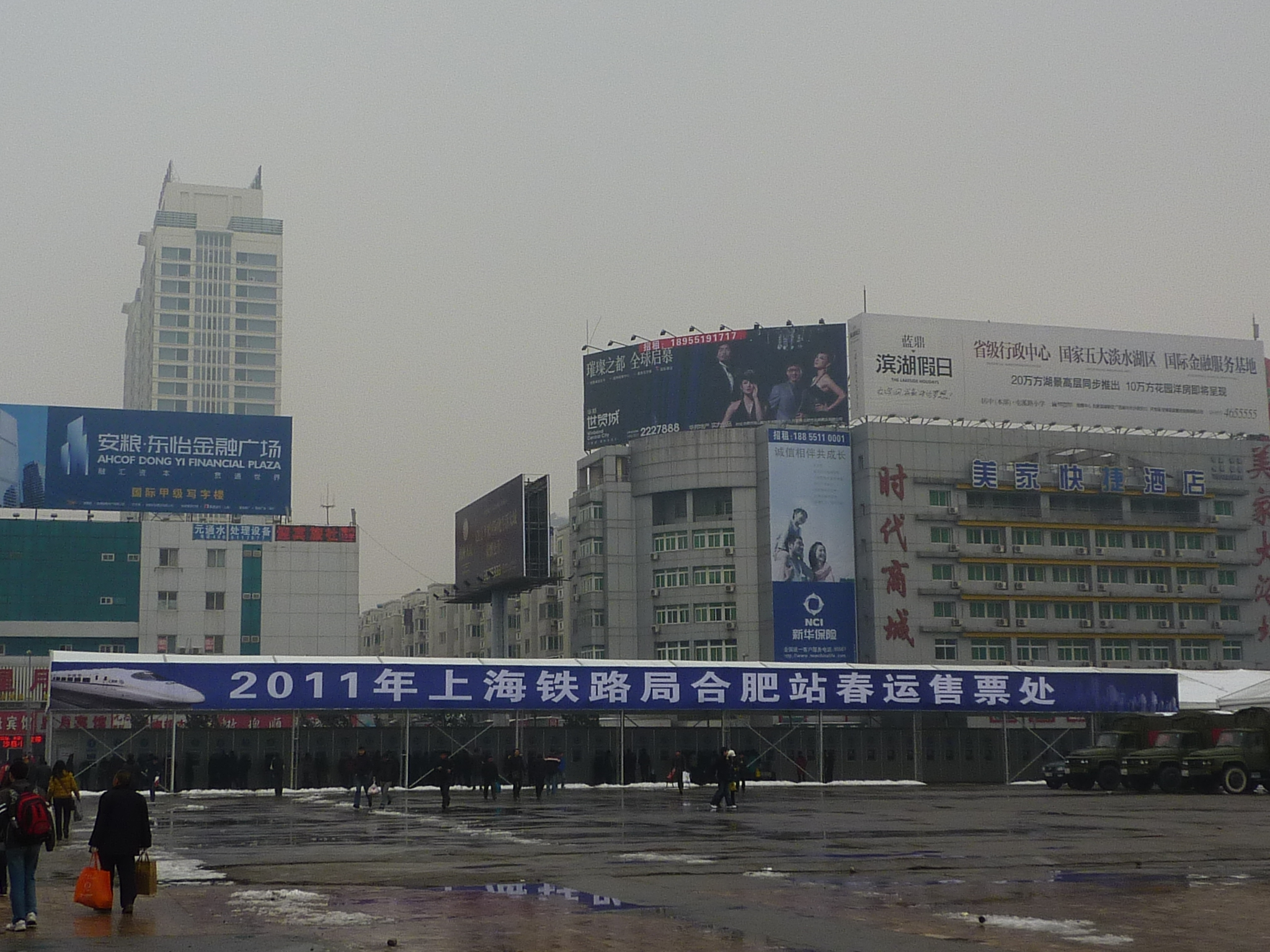
Ideiglenes jegyirodák a Hefei vasútállomás előtt, amelyeket csak a 2011-es csunjun miatt nyitottak meg

Három fő tényező játszott szerepet az évente ismétlődő, tömeges "népvándorlás" kialakulásában.
Az első tényező, hogy a kínai kultúrában a család kiemelten fontos szerepet játszik, és a kínai holdújév ünnepét a hagyomány szerint minden kínai a családjával tölti. Az otthonuktól távol tanulók vagy dolgozók visszatérnek a szülővárosukba, hogy újév előestéjén a családjukkal fogyasszák el a hagyományos fogásokból összeállított vacsorát. Az 1970-es években elindított kínai gazdasági reformok eredményeképpen egyre több kínai talált munkát, megélhetést a szülőhelyétől távol, többek között az újonnan kialakított Különleges Gazdasági Övezetekben és a partvidékhez közeli, jóval fejlettebb térségekben. Az elmúlt 4 évtized során rengetegen adták fel az elmaradott, mezőgazdaságon alapuló életstílusukat és tömegesen vándoroltak a lendületes fejlődésnek induló városokba vagy azok vonzáskörzetébe, hasonlóképpen ahhoz, ami Angliában és Nyugat-Európában az ipari forradalom során lejátszódott. 1990-ben 50 millióra becsülték hivatalosan a belső migránsok számát, nem hivatalos becslések azonban 2000-ben 100-200 millió közé tették azok számát, akik elvándoroltak korábbi lakhelyükről.
During the Chunyun period, many of these laborers return to their home towns.
Másodsorban a gazdasági reformokkal párhuzamosan megindított oktatási reform az egyetemen tanuló fiatalok számának ugrásszerű növekedéséhez vezetett. Természetüknél fogva a jobb egyetemek a nagyvárosokban találhatók és rengeteg fiatal kényszerül arra, hogy a jó oktatás reményében elhagyja szülőhelyét. A holdújév időszaka ráadásul egybeesik az egyetemek és más oktatási intézmények téli szünetével, amikor a diákok amúgy is haza szoktak térni családjukhoz. Among the 194 million railway passengers of the 2006 Chunyun period were 6.95 million university students.
Végül a holdújév és a rákövetkező Tavaszi Fesztivál a Kínai Népköztársaságban két hétig tartó hivatalos ünnep, amikor igen sokan felkerekednek azért is, hogy beutazzák az országot. A kínai belföldi turizmus a gazdaság fejlődésével egyre nagyobb lendületet kap és a holdújév körüli időszak kiemelt szerepet játszik ebben (hasonlóan a nyugat-európai július-augusztusi vakációs időszakhoz).
A csunjun nehézségét az adja, hogy a kínai közlekedési rendszer, elsősorban a vasúti személyszállítás, egyszerűen nincs felkészülve ennyi utas szállítására ilyen rövid időszakban. A városokat összekötő hagyományos és nagy sebességű vasútvonalak fejlesztése nem tudott lépést tartani a városokba tartó migrációval, vagy a kínai belső turizmus fejlődésével. Ahova a vasutak nem érnek el, ott általában buszokat vesznek igénybe az emberek, amelyek további terhelés jelentenek az amúgy is túlzsúfolt kínai úthálózatnak.

## Hatása a közlekedési infrastruktúrára
A csunjun által leginkább érintett közlekedési ágak a vasúti személyszállítás, illetve a közúti közlekedés. A legtöbb középosztálybeli kínai nem engedheti meg magának, hogy belső légijáratokon utazzon. 2007-ig a vasúti jegyek ára is jelentősen megemelkedett a csunjun idején, de 2007-től a kormány megtiltotta az időszakos áremelést a csunjun idejére. A városi, nemzetközi és vízi (folyami és tengeri) közlekedést csak kismértékben érinti az utasok számának megugrása.
2012-ben a kínai kormány bejelentette, hogy az ún. „Arany Hét” (a kéthetes munkaszüneti időszak) idejére ingyenesek lesz az autópályahasználat. Ennek eredményeként 86 millióan választották a közúti közlekedést, ami 13%-os emelkedést jelent az előző évhez képest. Ugyanebben az évben 7,6 millióan utaztak a belföldi légijáratokkal, 60,9 millióan pedig vasúttal.

## Fordítás
- Ez a szócikk részben vagy egészben  a   Chunyun című angol Wikipédia-szócikk ezen változatának fordításán alapul.  Az eredeti cikk szerkesztőit annak laptörténete sorolja fel. Ez a jelzés csupán a megfogalmazás eredetét és a szerzői jogokat jelzi, nem szolgál a cikkben szereplő információk forrásmegjelöléseként.